# Adventure Time: Terre Lontane
Adventure Time: Terre Lontane (Adventure Time: Distant Lands) è una serie TV animata statunitense del 2020, creata da Pendleton Ward.
Basata sulla serie animata Adventure Time, la webserie, formata da quattro speciali dalla durata di un'ora ciascuno, è prodotta da Cartoon Network Studios e Frederator Studios.
La serie segue le avventure di Finn (un ragazzo umano) e del suo migliore amico e fratello adottivo Jake, un cane con poteri magici che usa per cambiare forma a suo piacimento. Finn e Jake vivono nella terra post-apocalittica di Ooo, dove interagiscono con gli altri personaggi principali della serie, tra cui la principessa Gommarosa, Marceline e BMO.
La serie viene pubblicata negli Stati Uniti su HBO Max dal 25 giugno 2020. In Italia la serie viene trasmessa su Cartoon Network dal 31 ottobre 2020.

## Episodi
| Nº | Titolo originale | Titolo italiano    | Pubblicazione USA | Prima TV Italia |
| -- | ---------------- | ------------------ | ----------------- | --------------- |
| 1  | BMO              | BMO                | 25 giugno 2020    | 31 ottobre 2020 |
| 2  | Obsidian         | Ossidiana          | 19 novembre 2020  | 10 aprile 2021  |
| 3  | Together Again   | Ritorno al sicuro  | 20 maggio 2021    | 7 agosto 2021   |
| 4  | Wizard City      | La città dei maghi | 2 settembre 2021  | 6 gennaio 2022  |

### BMO
BMO sta viaggiando attraverso lo spazio in missione su Marte quando incontra un piccolo robot simile a un bulbo oculare, che chiama Olive. Il misterioso robot trasporta improvvisamente la nave di BMO in una parte lontana dello spazio, che contiene una stazione spaziale chiamata Ammasso. BMO incontra una giovane ragazza coniglio di nome Y5, che  ha in programma di prendere BMO e di venderlo per delle parti in modo da impressionare i suoi genitori. Hugo, il leader del Drift, non riesce a trovare nulla di utile da BMO, ma ha bisogno di un cristallo da uno dei baccelli della giungla sull'Ammasso in modo da alimentare una nave che permetterà ai residenti di Drift di fuggire dalla stazione. BMO è ferito quando scopre qual era il piano di Y5 e si avventura da solo nella giungla. Tuttavia, BMO viene tradito dall'assistente di Hugo, il signor M, e viene lasciato morire. Y5 supera la disapprovazione dei suoi genitori e salva BMO, con l'aiuto di un robot chiamato CGO. CGO rivela che Hugo è venuto dalla Terra per scappare da una guerra e, dopo essere arrivato all'Ammasso, ha rubato per sé la tecnologia dei nativi; non ha intenzione di portare con sé i suoi seguaci. Y5 e BMO si affrettano a fermare Hugo. Su suggerimento di BMO, tutti lavorano insieme per salvare il Drift, ma Hugo riesce comunque a scappare. I genitori di Y5 si scusano per non averla ascoltata mentre i nativi dell'Ammasso decidono di ricostruirlo insieme. Mentre Hugo si lamenta della sua solitudine, si scopre che Olive si è unito a lui. BMO prende un lardo spaziale e torna sulla terra. BMO si schianta vicino alla casa sull'albero dove vede Finn e Jake molto più giovani che giocano davanti; rivelando che l'episodio è un prequel della serie originale.

### Ossidiana
Anni fa, Gommarosa e Marceline hanno visitato il Regno di Vetro per respingere Molto Larvo, un drago composto di lava. Marceline aveva cantato una canzone offensiva su Gommarosa per sedare la bestia, ma ha provocato la loro rottura. Anni dopo, Molto Larvo si libera dalla prigione dopo che Bimbovetro tenta di usare la lava per curare la sua crepa. Mentre i consiglieri reali imprigionano Bimbovetro, la principessa del regno gli permette di partire per trovare Marceline che ora vive con Gommarosa. Al ritorno con loro, Marceline tenta di usare la stessa canzone per respingere Larvo, ma non funziona e Gommarosa rivela di essersi preparata per una cosa del genere posizionando un generatore di campo di forza attorno ad essa. Offesa, Marceline se ne va per ritrovare la sua rabbia. In un flashback, la giovane Marceline e sua madre Elise attraversano il deserto. Elise la costringe ad andarsene e Marceline credette che stesse cercando di sbarazzarsi di lei quando in realtà era in modo che non la vedesse morire. Nel presente, Marceline trova il rifugio di cui le aveva parlato sua madre e si rende conto di amarla a prescindere ed è ulteriormente supportata da Bimbovetro che l'aveva seguita. Quando il nuovo piano di Gommarosa per sconfiggere Larvo fallisce, Marceline e Bimbovetro tornano e insieme conducono la bestia nella sua caverna, ma i consiglieri provocano una caverna quando aumentano il campo di forza. Marceline canta una nuova canzone a Gommarosa che l'accetta amorevolmente mentre Larvo, ascoltando la canzone, si trasforma in una creatura luminosa e felice. La principessa rimane spaccata a metà, ma abbraccia il suo nuovo aspetto, facendo sì che tutte le persone di vetro rivelino le loro crepe bagnate. Simon arriva troppo tardi con i rinforzi, inclusi Bronwyn (la nipote di Jake), e Finn ormai adulto, tutti festeggiano, mentre Gommarosa e Marceline induriscono la loro relazione.

### Ritorno al sicuro
Finn è ufficialmente morto di vecchiaia, ma è felice di poter incontrare nuovamente Jake, morto tempo addietro. Incontra il signor Volpe che gli dice che la Terra dei Morti ha un nuovo leader, il figlio della vecchia morte e della vita. Nuova Morte disprezza il suo lavoro, avendolo guadagnato accidentalmente e vuole distruggere tutti i livelli. Finn corre attraverso i livelli per trovare Jake e scopre che è salito al livello più alto. Ritorna in sé per aiutare Finn a sconfiggere Nuova Morte e ha anche un incontro con Tiffany che ha deciso di aiutarli dopo aver avuto un incontro positivo con Joshua e Margaret. Con l'aiuto di Maggiormenta, Vita dà a Finn e Jake un'arma per affrontare la Nuova Morte che si rivela essere stata sottomessa dal Lich. Alla fine, il signor Volpe sconfigge il Lich-Nuova Morte e assume il suo ruolo. Rimanda Finn sulla terra per reincarnarsi e anche Jake decide di seguirlo.

### La città dei maghi
Maggiormenta ricomincia dall'inizio, come uno studente inesperto della Scuola di Magia. Quando degli eventi misteriosi al campus gettano sospetti su di lui e sul suo passato travagliato, dovrà padroneggiare le arti mistiche in tempo per dimostrare la sua innocenza.

## Personaggi e doppiatori

### Personaggi principali
- Finn l'avventuriero (in originale: Finn the Human), voce originale di Jeremy Shada, italiana di Alex Polidori.
- Jake il cane (in originale: Jake the Dog), voce originale di John DiMaggio, italiana di Alberto Angrisano.
- Marceline, voce originale di Olivia Olson, italiana di Alessandra Chiari.
- Principessa Gommarosa (in originale: Princess Bubblegum), voce originale di Hynden Walch, italiana di Valentina Mari.
- BMO, voce originale di Niki Yang, italiana di Emanuela Baroni.
- Maggiormenta, voce originale di Steve Little.

### Personaggi ricorrenti
- Sandy, voce originale di Maria Bamford, italiana di Paola Majano.

## Produzione

### Ideazione e sviluppo
Gli speciali di Adventure Time: Terre Lontane sono stati prodotti da Cartoon Network Studios e Frederator Studios, ma a differenza delle stagioni precedenti, hanno debuttato su HBO Max, servizio di video on demand di WarnerMedia Entertainment. Gli speciali hanno la loro origine durante la produzione della decima stagione di Adventure Time. Poiché in passato la serie ha avuto successo con speciali e miniserie, gli scrittori hanno iniziato a proporre una serie di storie che potevano essere raccontate in formati più lunghi. Due grandi idee emerse durante questo periodo sono state le trame incentrate su BMO nello spazio e un'altra incentrata sulla relazione di Marceline e Gommarosa. La produzione di queste storie più lunghe, tuttavia, è stata interrotta quando la serie originale è stata cancellata. Più tardi, quando HBO e Cartoon Network hanno iniziato a produrre dei revival sulle serie della rete, gli scrittori di Adventure Time tornarono a queste vecchie idee e col tempo generarono i quattro speciali di Terre Lontane.